# Hud (profeta)
Hud es, según el Corán, un profeta árabe enviado por Dios a los aditas, tribu que vivía cerca de la Meca. Eran éstos muy orgullosos y estaban poseídos de gran fuerza, pues reunían cincuenta mil guerreros. Hud les dijo: "Pueblo mío: dirígete a Dios y adórale ¿Por qué no le temes?" Pero los aditas contestaron: "¿Hay alguien más poderoso que nosotros, ni fuerza que pueda castigarnos?" Hud continuó amonestando a los aditas y mandándoles que temieran a Dios, en cuya predicación pasó inútilmente cincuenta años, al cabo de los cuales el Señor les envió una gran sequía, pereciendo casi todo el ganado.
Ellos, en vez de escuchar a su profeta, prefirieron enviar víctimas para ser sacrificadas en el altar, idolátrico entonces, de La Meca. De tres emisarios enviados con las ofrendas, dos acabaron por comprender la verdad y convertirse, pero el tercero, llamado Cail, al hacer el sacrificio, vio aparecer tres nubes; una roja, otra negra y otra blanca. Entonces una voz preguntó: "¿Cuál de estas nubes quieres que se encamine hacia tu pueblo?" Cail, señalando a la negra, dijo: "Quiero que sea ésta!. Los aditas creyeron que venía agua y se alegraron, pero Hud se entristeció. En efecto, no fue sino viento, que levantó del suelo a todos los animales y les dejó caer hechos pedazos. No por eso se humillaron los aditas y entonces vino un segundo viento más recio, que los levantó y dejó caer a todos, no salvándose sino Hud.
Según algunos intérpretes del Corán, es el mismo profeta, como patriarca epónimo, de cuyo nombre viene el de los Beni Hud, reyes de Zaragoza, del Oriente de España y de Andalucía, de los que el más famoso es Al-motaguakil Ben Hud, contemporáneo de san Fernando.